# Litargus nebulosus
Litargus nebulosus är en skalbaggsart som beskrevs av Leconte 1856. Litargus nebulosus ingår i släktet Litargus och familjen vedsvampbaggar. Inga underarter finns listade i Catalogue of Life.